# Дитячий санаторій імені Боброва
Дитячий санаторій ім. Боброва — санаторій для лікування дітей, хворих на кістковий туберкульоз, розташований в Алупці (АРК, Україна).

## Історія
Є першим в Європі дитячим санаторієм. Заснований 16 квітня 1902 професором Олександром Бобровим, учнем і послідовником Пирогова, піонером багатьох методів хірургії.
Професор купив ділянку землі і заснував «Товариство санаторію для дітей в Алупці». Ідею створення санаторію для дітей, хворих на кістковий туберкульоз, підтримали найвідоміші медики Росії, будівництво велося на гроші самого Боброва, пожертвування колег і представників знаті, кілька ліжок у санаторії утримували члени імператорської родини.
Справу Олександра Боброва продовжив Петро Ізергін, котрий на довгі роки очолив санаторій. Традицію благодійності й донині підтримує його правнучка — громадянка Німеччини Ольга Леннартц, яка заснувала в місті Фірзен Товариство допомоги дітям Бобровки.